# Cerco de Niceia
O cerco de Niceia foi a primeira batalha da Cruzada dos Nobres. De 14 de maio a 19 de junho de 1097, as forças cruzadas e um contingente bizantino cercaram e conquistaram a cidade de Niceia (atual İznik) ao Sultanato de Rum.

## Antecedentes
Niceia (atual İznik) tinha sido conquistada pelos turcos seljúcidas ao Império Bizantino em 1077, tornando-se na capital do Sultanato de Rum. Em 1096, a Cruzada Popular pilhara as terras ao redor desta cidade antes de ser aniquilada pelos turcos. Consequentemente, o sultão Quilije Arslã I subestimou o poder militar da segunda vaga de cruzados que se aproximava, tendo deixado a sua família e o tesouro em Niceia para ir combater contra os danismêndidas a leste pela posse de Melitene.
Com a chegada da Cruzada dos Nobres no fim do ano, o imperador Aleixo I Comneno conseguiu negociar com estes um ataque conjunto a Niceia. A cidade usufruía de defesas sólidas, que incluíam seis quilómetros de muralhas com 240 torres e o lago Ascânio a sudoeste, que bloqueava o acesso dos inimigos por esse flanco e garantia o recebimento de comunicações, provisões e possivelmente reforços através das suas águas.

## Cerco
Os cruzados começaram a sair de Constantinopla no fim de abril de 1097. Godofredo de Bulhão foi o primeiro líder a chegar a Niceia. A 6 de Maio já tinham chegado Boemundo de Taranto e o seu sobrinho Tancredo de Altavila, Raimundo IV de Toulouse e Roberto II da Flandres, juntamente com Pedro o Eremita e alguns sobreviventes da Cruzada Popular, e um pequeno contingente bizantino de sob o comando de Manuel Butumita.
Com uma grave escassez de provisões, Boemundo organizou o abastecimento de alimentos por terra e por mar e iniciou o cerco a 14 de maio. Os cruzados distribuíram os seus contingentes por diferentes secções das muralhas: o príncipe de Taranto acampou a norte da cidade, Godofredo a leste e Raimundo com Ademar de Monteil a sul.

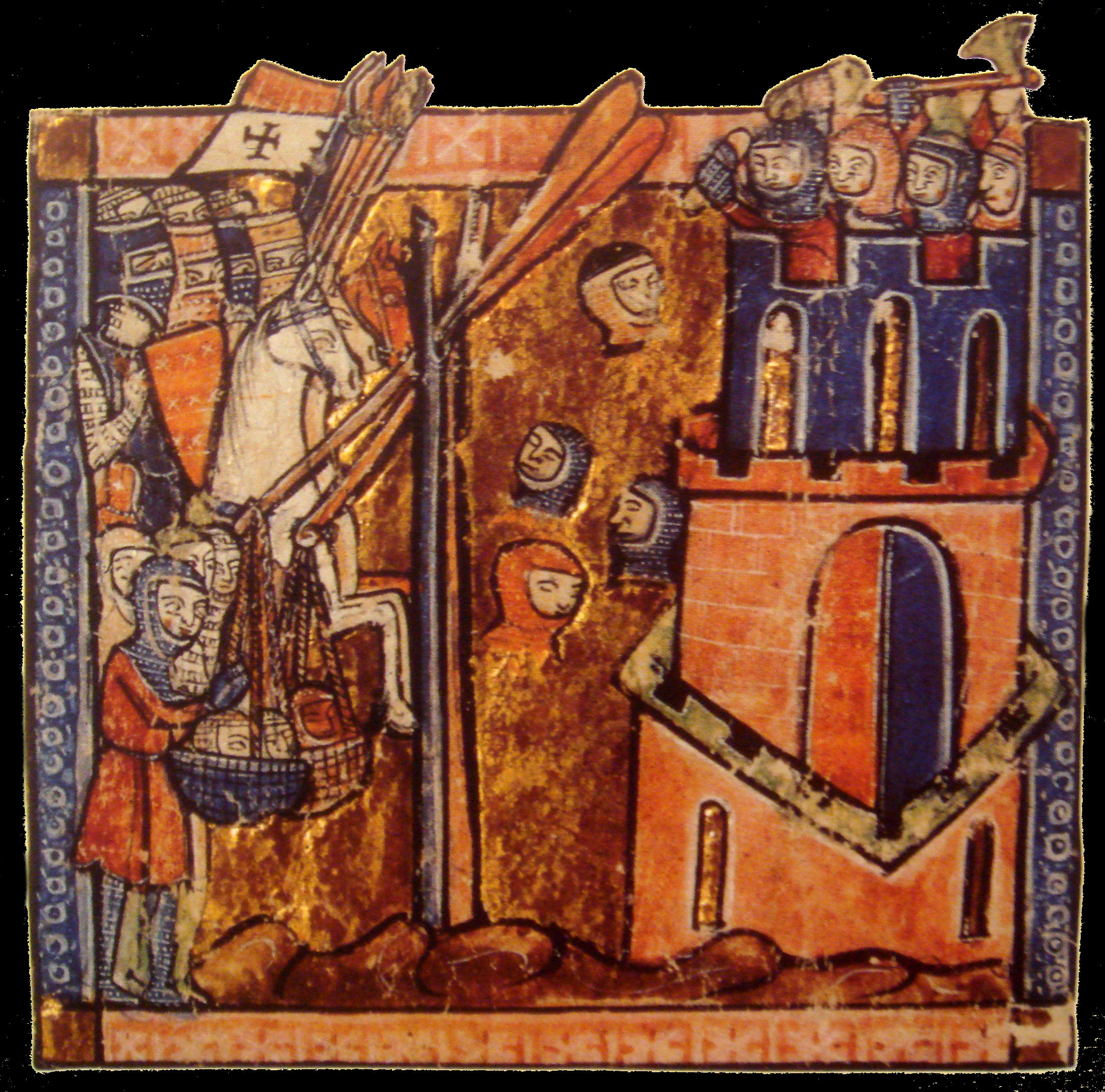
Cruzados a catapultar as cabeças dos muçulmanos mortos sobre as muralhas da cidade sitiada (iluminura da História do Ultramar, Guilherme de Tiro, século XIII)

A 16 de maio, uma força dos turcos sitiados saiu para atacar os cristãos e foi derrotada na escaramuça, perdendo 200 soldados. Ao receber o pedido de auxílio da sua guarnição de Niceia, Quilije Arslã apercebeu-se do poder bélico destes cruzados e tentou voltar. A sua vanguarda foi derrotada por Raimundo de Toulouse e Roberto da Flandres a 20 de Maio, e no dia seguinte o exército seljúcida de cerca de 10 000 homens perdeu uma batalha que se arrastou até depois do cair da noite. As perdas foram graves de ambos os lados mas foi o sultão quem acabou por retirar, apesar das súplicas de Niceia.
Em Icônio (atual Cônia), que se tornaria a nova capital do sultanato, Quilije Arslã enviou uma mensagem à sua guarnição de Niceia: tendo em vista os ataques da anterior vaga de cruzados, sugeriu a rendição da cidade aos bizantinos se a sua situação se tornasse insustentável. Como que provando que o temor aos latinos era justificado, durante o cerco estes catapultaram para dentro das muralhas as cabeças dos soldados turcos mortos em combates anteriores.
O restante exército cruzado foi chegando durante o mês de maio, e Roberto II e Estêvão II no início de junho, formando um total cerca de 30 000 soldados de infantaria e 4 200-4 500 cavaleiros. Entretanto, Raimundo e Ademar construíram um grande engenho de cerco, que foi transportado sobre rodas até uma torre da cidade chamada Torre de Gonatas. Pretendiam assim assediar os defensores das muralhas enquanto os sapadores cavavam um túnel para minar a torre, que foi danificada mas a acção não foi decisiva.

## Chegada dos bizantinos
O Aleixo I Comneno tinha decidido não acompanhar os cruzados, mas saíra com um contingente que se mantivera afastado, acampando em Pelecano, também junto ao lago Ascânio. A 17 de junho, chegavam barcos bizantinos sob o comando de Manuel Butumita, evitando que a cidade recebesse provisões e comunicações através do lago, como tinha sido feito até ao momento. O general Tatício, à frente de 2 000 peltastes, também se juntou ao cerco.
Temendo que os cruzados renegassem o seu juramento em Constantinopla e não lhe devolvessem Niceia depois de conquistada, Aleixo instruíra Butumita a negociar secretamente a rendição da cidade aos bizantinos. Tatício deveria juntar-se ao latinos em um ataque directo às muralhas, enquanto Manuel fingiria fazer o mesmo para fazer crer que o bizantinos tinham tomado a cidade na batalha. Depois de terem presenciado às acções da Cruzada Popular nas suas terras, e temendo a barbárie destes cruzados, os turcos renderam-se a Butumita. Na manhã de 19 de junho de 1097 os latinos surpreenderam-se ao ver o estandarte bizantino já nas muralhas da cidade.

## Consequências

Mapa da Anatólia em 1097 com o local da batalha assinalado

Quando perceberam a estratégia de Aleixo I Comneno, os ocidentais sentiram-se traídos, roubados da glória da conquista e da pilhagem da cidade para a obtenção de dinheiro e provisões para a cruzada. Butumita foi nomeado duque de Niceia, expulsando os generais turcos que achou indignos de confiança, uma vez que tinham inclusivamente tentado fazer reféns dos guias bizantinos que os tinham conduzido para a negociação com o imperador. E de modo a cumprir a sua palavra de que a cidade não seria saqueada, só permitiu a entrada de grupos de até 10 latinos por vez, sob escolta.
A família de Quilije Arslã foi feita refém em Constantinopla, tendo sido eventualmente libertada sem o pagamento de um resgate. Aleixo ofereceu dinheiro, cavalos e outros bens aos cruzados, mas estes sabiam que tinha perdido o verdadeiro troféu - a posse de Niceia. E antes de os deixar sair da região, Butumita ainda coagiu os latinos que não o tinham feito a jurar vassalagem a Aleixo.
Os cruzados saíram de Niceia a 26 de junho e, para simplificar o problema dos abastecimentos, dividiram-se em dois contingentes: na vanguarda, Boemundo de Taranto, Tancredo de Altavila, Roberto II, Roberto II e Tatício, encarregado de se certificar que outras cidades conquistadas seriam devolvidas a Bizâncio; na retaguarda, Raimundo IV, Godofredo de Bulhão, Balduíno de Bolonha, Estêvão II e Hugo I.
O moral dos peregrinos estava em alta, como provam as cartas de Estêvão de Blois à sua esposa Adela, informando-a que esperavam chegar a Jerusalém em cinco semanas. Na verdade demorariam dois anos, e Estêvão abandonaria a cruzada antes disso, durante o cerco a Antioquia. Mas antes ainda enfrentariam mais uma vez o sultão Quilije Arslã I, na batalha de Dorileia.